# 356e division d'infanterie
La  356e division d'infanterie (en allemand : 356. Infanterie-Division ou 356. ID) est une des divisions d'infanterie de l'armée allemande (Wehrmacht) durant la Seconde Guerre mondiale.

## Historique
La 356e division d'infanterie est formée le 1er mai 1943 en France dans le secteur de Toulon en tant que “Gisela”-Division.
Deux divisions ont été formées sous le nom de code "Gisela" comme une réaction directe à la victoire des Alliés en Afrique du Nord en mai 1943. Les deux divisions - la 355e division d'infanterie et la 356e division d'infanterie - renforcent la sécurité de la France méridionale pour faire face à toute tentative des Alliés vers la côte méditerranéenne ainsi que pour maintenir l'ordre dans cette zone d'occupation.
En octobre 1943, elle est transférée en Italie dans le secteur de Gênes pour la défense côtière. Elle participe aux combats pour lutter contre les forces américaines débarquées à Anzio.
En janvier 1945, elle est transférée en Hongrie pour combattre l'Armée Rouge, puis combat autour de Vienne et en Basse-Autriche.
La division capitule en mai 1945 à Wiener-Neustadt devant les forces américaines.

## Organisation

### Commandants
| Date                            | Grade           | Commandant         |
| ------------------------------- | --------------- | ------------------ |
| 1er mai 1943 - 15 mai 1943      | Generalleutnant | Egon von Neindorff |
| 15 mai 1943 - ? octobre 1944    | Generalleutnant | Karl Faulenbach    |
| ? octobre 1944 - ? février 1945 | Oberst          | Kleinhenz          |
| ? février 1945 - 8 mai 1945     | Oberst          | von Saldern        |

## Théâtres d'opérations
- France : Mai 1943 - Octobre 1943
- Italie : Octobre 1943 - Janvier 1945
- Hongrie et Autriche : Janvier 1945 - Mai 1945

## Ordre de bataille
- Grenadier-Regiment 869
- Grenadier-Regiment 870
- Grenadier-Regiment 871
- Artillerie-Regiment 356
  - I. Abteilung
  - II. Abteilung
  - III. Abteilung
- Pionier-Bataillon 356
- Feldersatz-Bataillon 356
- Schnelle Abteilung 356
- Aufklärungs-Abteilung 356
- Divisions-Nachrichten-Abteilung 356
- Divisions-Nachschubführer 356